# Jean Marcel Honoré
Jean Marcel Honoré (Saint-Brice-en-Coglès, 13 de agosto de 1920 — Tours, 28 de fevereiro de 2013) foi um cardeal francês e arcebispo emérito de Tours.
Ordenado sacerdote em 29 de junho de 1943, após estudar no seminário em Rennes, entre 1958 e 1964 foi secretário-geral da Comissão Nacional para a Educação Religiosa e diretor do Centro Nacional do Ensino Religioso. Foi escolhido para Bispo de Évreux em 1972 e Arcebispo de Tours em 1981. Honoré era especialista na obra do Cardeal Newman.
Honoré resignou do cargo de Arcebispo de Tours em 1997 aos 75 anos. Foi elevado a Cardeal pelo Papa João Paulo II em 2001. Honoré faleceu no último dia do pontificado do Papa Bento XVI. O telegrama de condolências que Bento XVI enviou ao seu sucessor no arcebispado de Tours, Monsenhor Bernard-Nicolas Aubertin, foi um dos últimos atos do seu pontificado.